# 千葉直胤
千葉 直胤（ちば なおたね）は、武蔵千葉氏第7代当主。武蔵石浜城を本拠とした。北条氏繁の四男である。
仮名（通称）は次郎で、これは武蔵千葉氏歴代当主が用いたものである。「直」は氏直からの偏諱とされる。

## 生涯
天正2年（1574年）10月の下総関宿城攻めで、武蔵千葉氏当主の千葉胤宗が戦死し、胤宗に嫡子がなかったため直胤が婿養子となり、家督を相続した。
直胤が署名した発給文書が2点残されているが、その他の詳しい動向はよくわかっていない。
系図類では、仮名を善九郎、実名を氏常と記しているが、他の史料によって確認できない。とくに前者については、明確に誤りとされている。